# Les Frangines (gruppo musicale)
Les Frangines sono un gruppo musicale francese, formatosi nel 2014.

## Storia del gruppo
Les Frangines sono composte da Anne Coste e Jacinthe Madelin, amiche sin dall'età di 12 anni. Le due hanno studiato nella stessa scuola (nei sobborghi di La Celle-Saint-Cloud, vicino a Parigi) e si sono conosciute durante il tragitto verso la scuola.
Successivamente, entrambe hanno studiato letteratura all'università. In questo periodo, hanno imparato a suonare la chitarra guardando lezioni online e in seguito hanno iniziato a scrivere canzoni in Spagna durante il loro stage universitario nell'ambito del programma Erasmus.
Nel 2014 hanno aperto il loro canale YouTube, dove hanno iniziato a caricare le proprie canzoni. Hanno raccolto fondi per il loro primo video musicale professionale tramite il crowdfunding. Il duo ha in seguito dichiarato: "È stato un successo inaspettato e ci ha ispirato a continuare, anche se non è stato facile conciliare lo studio e la musica".
Les Frangines sono state in seguito notate dalla casa discografica Jo & Co, con cui hanno poi firmato un contratto. Nel marzo 2018 hanno pubblicato il loro primo singolo, intitolato Si j'osais. Il loro primo EP, Vagabondes, è uscito il 22 giugno 2018.
Il primo successo commerciale del duo, Donnez-moi, è stato scritto e composto in collaborazione con il cantante Vianney. Pubblicato come singolo l'8 marzo 2019, la canzone ha registrato più di 500.000 stream in un mese e ha raggiunto la top 10 su iTunes. Nel 2021 è stato certificato disco di platino in Francia.
Il 21 giugno 2019, il duo ha pubblicato il loro primo album, intitolato Les Frangines. Il disco ha debuttato alla 18ª posizione nella classifica degli album francesi. Il 29 novembre dello stesso anno, l'album è stato ripubblicato in una "Edizione Deluxe", in cui sono presenti nuove tracce extra. Il 3 gennaio 2020, l'album è stato certificato disco d'oro da SNEP, a seguito della vendita di oltre 50.000 copie. Il 26 agosto 2021, il disco è stato certificato disco di platino.
Nel 2021, il duo ha pubblicato i singoli Devenir quelqu’un, Notre-Dame, seguiti nel 2022 da Notes, la title track del secondo album, uscito quest'ultimo il 6 maggio 2022. Il disco ha raggiunto la 28ª posizione nella classifica degli album francesi. L'album è stato accompagnato da una tournée con date in Francia e Belgio, la cui prima data è avvenuta il 4 maggio 2022 al teatro Olympia di Parigi.
Nel 2023 è uscito il singolo Pupilles, in cui Les Frangines hanno collaborato con i Madame Monsieur.
Il 24 maggio 2024 è stato pubblicato il terzo album di inediti Poèmes.

## Formazione
- Anne Coste – voce, chitarra acustica
- Jacinthe Madelin – voce, chitarra acustica

## Discografia

### Album in studio
- 2020 – Les Frangines
- 2022 – Notes
- 2024 – Poèmes

### Extended play
- 2018 – Vagabondes

### Singoli
Come artista principale
- 2018 – Si j'osais
- 2018 – Mon bagage
- 2019 – Donnez-moi
- 2019 – Accroché à ma terre
- 2019 – Ensemble
- 2020 – Il était une fois nous deux
- 2021 – Devenir quelqu’un
- 2021 – Notre-Dame
- 2022 – Notes
- 2022 – C'est pas ta faute
- 2023 – Le dormeur du val
- 2024 – Liberté
- 2024 – J'ai mal (feat. Eloïz)
- 2024 – Tu seras un homme mon fils

Come artista ospite
- 2023 – Pupille (Madame Monsieur feat. Les Frangines)